# M/S Copenhagen
M/S Copenhagen är en passagerar- och ro-ro-färja, som byggs på  varvet Volkswerft i Stralsund. Fartyget sjösattes den 4 april 2012 i Stralsund. Enligt tidsplanen kommer fartyget att överföras till rederiet Scandlines i maj 2012. Färjan ska trafikera linjen Gedser-Rostock tillsammans med systerfartyget M/S Berlin. Både M/S Copenhagen och M/S Berlin är hybridfärjor, som förenar traditionell dieseldrift med batteridrift. Tillsammans med minskad miljöpåverkan har fartygets bränsleförbrukning reducerats till nästan en tredjedel per bil per överfart jämfört med tidigare färjor på samma linje.

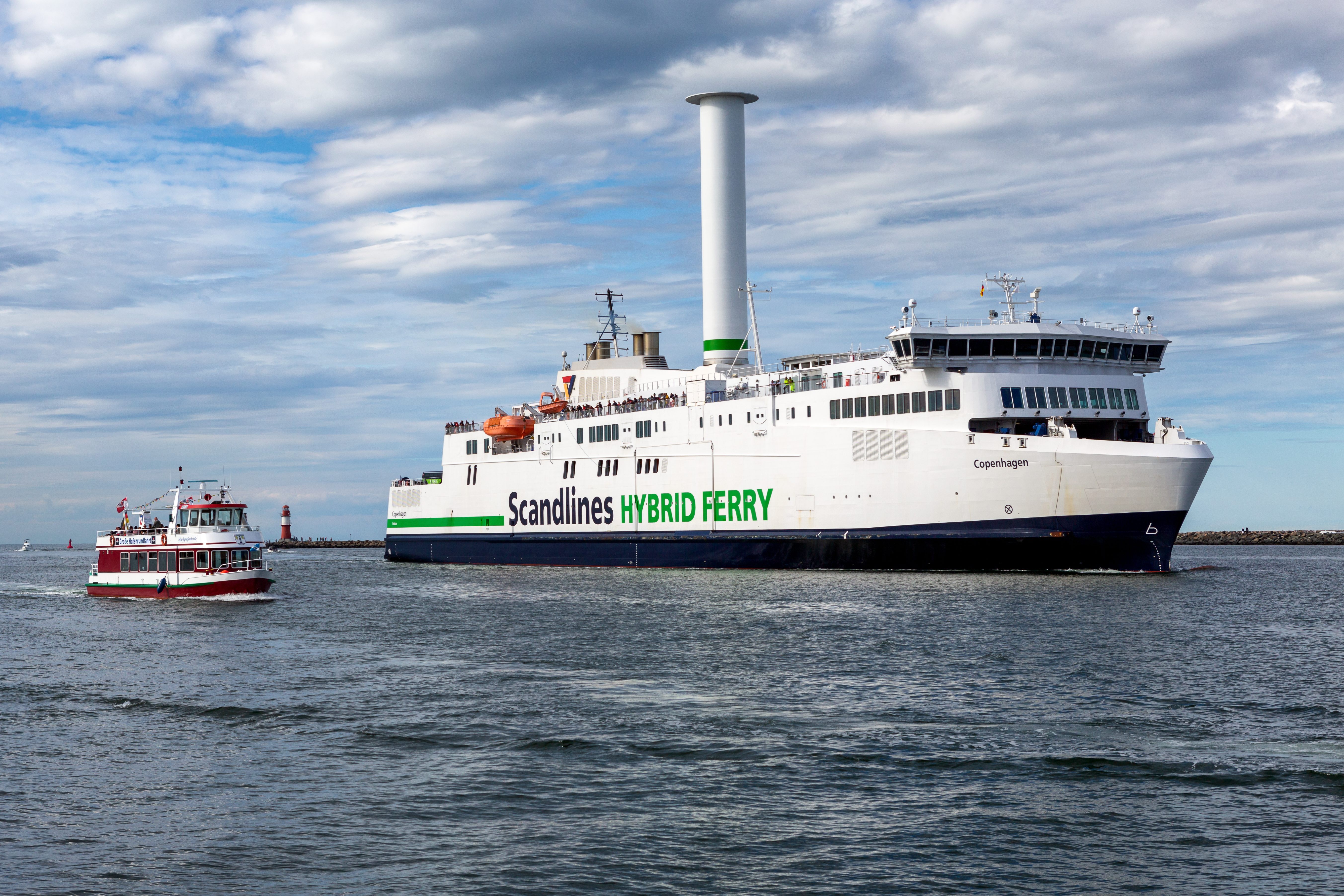
M/S Copenhagen med rotorsegel, 2020.

I maj 2020 utrustades M/S Copenhagen med ett 30 meter högt rotorsegel från Norsepower som beräknas minska  CO2-utsläppen med 4–5 %.